# Кандава
Кандава (произношение) (на латвийски: Kandava) е град в западна Латвия, намиращ се в историческата област Курземе и в административен район Тукумс. През 1917 година Кандава получава статут на град.